# Cena BAFTA za nejlepší vizuální efekty
Cena BAFTA pro nejlepší vizuální efekty je ocenění každoročně udělované Britskou akademií filmového a televizního umění (British Academy of Film and Television Arts, BAFTA). Jedná se o obdobu amerických cen Oscar. Ocenění je udělováno od roku 1982.

## Vítězové

### Osmdesátá léta
| Rok  | Název filmu                          | Vítězové                                                          | Další nominované filmy                                                             |
| ---- | ------------------------------------ | ----------------------------------------------------------------- | ---------------------------------------------------------------------------------- |
| 1982 | Poltregeist                          | Richard Edlund                                                    | - E.T. – Mimozemšťan - Blade Runner - Tron                                         |
| 1983 | Star Wars: Epizoda VI – Návrat Jediů | Richard Edlund, Dennis Muren, Ken Ralston a Kit West              | - Temný krystal - Válečné hry - Zelig                                              |
| 1984 | Indiana Jones a chrám zkázy          | Dennis Muren, George Gibbs, Michael J. McAlister a Lorne Peterson | - Společenství vlků - Krotitelé duchů - Vražedná pole                              |
| 1985 | Brazil                               | George Gibbs a Richard Conway                                     | - Návrat do budoucnosti - Legenda - Purpurové růže z Káhiry                        |
| 1986 | Vetřelci                             | Robert Skotak, Brian Johnson, John Richardson a Stan Winston      | - Mise - Dítě snů - Labyrint                                                       |
| 1987 | Čarodějky z Eastwicku                | Michael Lantieri, Michael Owens, Ed Jones a Bruce Walters         | - Moucha - Olověná vesta - Malý krámek hrůz                                        |
| 1988 | Falešná hra s králíkem Rogerem       | George Gibbs, Richard Williams, Ken Ralston a Ed Jones            | - Beetlejuice - Poslední císař - Robocop                                           |
| 1989 | Návrat do budoucnosti II             | Ken Ralston, Michael Lantieri, John Bell a Steve Gawley           | - Dobrodružství Barona Prášila - Batman - Indiana Jones a poslední křížová výprava |

### Devadesátá léta
| Rok  | Název filmu                 | Vítězové                                                                                   | Další nominované filmy                                                      |
| ---- | --------------------------- | ------------------------------------------------------------------------------------------ | --------------------------------------------------------------------------- |
| 1990 | Miláčku, zmenšil jsem děti  | pro celý tým producentů vizuálních efektů                                                  | - Dick Tracy - Duch - Total Recall                                          |
| 1991 | Terminátor 2: Den zúčtování | Stan Winston, Dennis Muren, Gene Warren Jr. a Robert Skotak                                | - Oheň - Střihoruký Edward - Prosperovy knihy                               |
| 1992 | Smrt jí sluší               | Michael Lantieri, Ken Ralston, Alec Gillis, Tom Woodruff Jr., Doug Chiang a Douglas Smythe | - Vetřelec 3 - Batman se vrací - Kráska a zvíře                             |
| 1993 | Jurský park                 | Dennis Muren, Stan Winston, Phil Tippett a Michael Lantieri                                | - Aladin - Drákula - Uprchlík                                               |
| 1994 | Forrest Gump                | Ken Ralston, George Murphy, Stephen Rosenbaum, Doug Chiang a Allen Hall                    | - Maska - Nebezpečná rychlost - Pravdivé lži                                |
| 1995 | Apollo 13                   | Robert Legato, Michael Kanfer, Matt Sweeney a Leslie Ekker                                 | - Babe – galantní prasátko - Zlaté oko - Vodní svět                         |
| 1996 | Twister                     | Stefen Fangmeier, John Frazier, Henry LaBounta a Habib Zargarpour                          | - Den nezávislosti - Zamilovaný profesor - Toy Story: Příběh hraček         |
| 1997 | Pátý element                | Mark Stetson, Karen Goulekas, Nick Allder, Neil Corbould a Nick Dudman                     | - Titanic - Pidilidi - Muži v černém                                        |
| 1998 | Zachraňte vojína Ryana      | Stefen Fangmeier, Roger Guyett a Neil Corbould                                             | - Mravenec Z - Babe 2: Prasátko ve městě - Truman Show                      |
| 1999 | Matrix                      | John Gaeta, Steve Courtley, Janek Sirrs a Jon Thum                                         | - Život brouka - Mumie - Ospalá díra - Star Wars: Episode I – Skrytá hrozba |

### První desetiletí 21. století
| Rok  | Název filmu                            | Vítězové                                                                     | Další nominované filmy                                                                                                   |
| ---- | -------------------------------------- | ---------------------------------------------------------------------------- | --- |
| 2000 | Dokonalá bouře                         | Stefen Fangmeier, John Frazier, Walt Conti, Habib Zargarpour a Tim Alexander | - Slepičí úlet - Tygr a drak - Gladiátor - Vertical Limit                                                                |
| 2001 | Pán prstenů: Společenstvo Prstenu      | Jim Rygiel, Richard Taylor, Alex Funke, Randall William Cook a Mark Stetson  | - A.I. Umělá inteligence - Harry Potter a Kámen mudrců - Moulin Rouge! - Shrek                                           |
| 2002 | Pán prstenů: Dvě věže                  | Jim Rygiel, Joe Letteri, Randall William Cook a Alex Funke                   | - Gangy New Yorku - Harry Potter a Tajemná komnata - Minority Report - Spider-Man                                        |
| 2003 | Pán prstenů: Návrat krále              | Jim Rygiel, Joe Letteri, Randall William Cook a Alex Funke                   | - Velká ryba - Kill Bill - Master & Commander: Odvrácená strana světa - Piráti z Karibiku: Prokletí Černé perly          |
| 2004 | Den poté                               | Karen Goulekas, Neil Corbould, Greg Strause a Remo Balcells                  | - Letec - Harry Potter a vězeň z Azkabanu - Klan létajících dýk - Spider-Man 2                                           |
| 2005 | King Kong                              | Joe Letteri, Christian Rivers, Brian Van't Hul a Richard Taylor              | - Batman začíná - Karlík a továrna na čokoládu - Letopisy Narnie: Lev, čarodějnice a skříň - Harry Potter a Ohnivý pohár |
| 2006 | Piráti z Karibiku: Truhla mrtvého muže | John Knoll, Hal Hickel, Charles Gibson a Allen Hall                          | - Casino Royale - Potomci lidí - Faunův labyrint - Superman se vrací                                                     |
| 2007 | Zlatý kompas                           | Michael Fink, Bill Westenhofer, Ben Morris a Trevor Wood                     | - Bourneovo ultimátum - Harry Potter a Fénixův řád - Piráti z Karibiku: Na konci světa - Spider-Man 3                    |
| 2008 | Podivuhodný případ Benjamina Buttona   | Eric Barba, Craig Barron, Nathan McGuinness a Edson Williams                 | - Temný rytíř - Indiana Jones a království křišťálové lebky - Iron Man - Quantum of Solace                               |
| 2009 | Avatar                                 | Joe Letteri, Stephen Rosenbaum, Richard Baneham a Andrew R. Jones            | - District 9 - Harry Potter a Princ dvojí krve - Smrt čeká všude - Star Trek                                             |

### Druhé desetiletí 21. století
| Rok  | Název filmu                            | Vítězové                                                            | Další nominované filmy                                                                                               |
| ---- | -------------------------------------- | ------------------------------------------------------------------- | --- |
| 2010 | Počátek                                | Paul Franklin, Chris Corbould, Andrew Lockley a Peter Bebb          | - Alenka v říši divů - Černá labuť - Harry Potter a Relikvie smrti – část 1 - Toy Story 3: Příběh hraček             |
| 2011 | Harry Potter a Relikvie smrti – část 2 | Tim Burke, John Richardson, Greg Butler a David Vickery             | - Tintinova dobrodružství - Hugo a jeho velký objev - Zrození Planety opic - Válečný kůň                             |
| 2012 | Pí a jeho život                        | Bill Westenhofer, Guillaume Rocheron a Erik-Jan de Boer             | - Avengers - Temný rytíř povstal - Hobit: Neočekávaná cesta - Prometheus                                             |
| 2013 | Gravitace                              | Tim Webber, Chris Lawrence, Dave Shirk, Neil Corbould a Nikki Penny | - Hobit: Šmakova dračí poušť - Iron Man 3 - Pacific Rim – Útok na Zemi - Star Trek: Do temnoty                       |
| 2014 | Interstellar                           | Paul Franklin, Andrew Lockley, Ian Hunter a Scott R. Fisher         | - Úsvit planety opic - Strážci Galaxie - Hobit: Bitva pěti armád - X-Men: Bodoucí minulost                           |
| 2015 | Star Wars: Síla se probouzí            | Chris Corbould, Roger Guyett, Paul Kavanagh a Neal Scanlan          | - Ant-Man - Ex Machina - Šílený Max: Zběsilá cesta - Marťan                                                          |
| 2016 | Kniha džunglí                          | Robert Legato, Adam Valdez, Andrew R. Jones a Dan Lemmon            | - Příchozí - Doctor Strange - Fantastická zvířata a kde je najít - Rogue One: Star Wars Story                        |
| 2017 | Blade Runner 2049                      | John Nelson, Gerd Nefzer, Paul Lambert a Richard R. Hoover          | - Dunkerk - Tvář vody - Star Wars: Poslední z Jediů - Válka o planetu opic                                           |
| 2018 | Black Panther                          | Geoffrey Baumann, Jesse James Chisholm, Craig Hammack a Dan Sudick  | - Avengers: Infinity War - Fantastická zvířata: Grindelwaldovy zločiny - První člověk - Ready Player One: Hra začíná |
| 2019 | 1917                                   | Greg Butler, Guillaume Rocheron a Dominic Tuohy                     | - Avengers: Endgame - Irčan - Lví král - Star Wars: Vzestup Skywalkera                                               |

### Třetí desetiletí 21. století
| Rok  | Název filmu              | Vítězové                                                   | Další nominované filmy                                                                        |
| ---- | ------------------------ | ---------------------------------------------------------- | --------------------------------------------------------------------------------------------- |
| 2020 | Tenet                    | Scott Fisher, Andrew Jackson a Andrew Lockley              | - Greyhound - Půlnoční nebe - Mulan - Ivan je jen jeden                                       |
| 2021 | Duna                     | Brian Connor, Paul Lambert, Tristan Myles a Gerd Nefzer    | - Free Guy - Krotitelé duchů: Odkaz - Matrix Resurrections - Není čas zemřít                  |
| 2022 | Avatar: The Way of Water | Richard Baneham, Daniel Barrett, Joe Letteri, Eric Saindon | - Na západní frontě klid - Batman - Všechno, všude, najednou - Top Gun: Maverick              |
| 2023 | Chudáčci                 | Tim Barter, Simon Hughes, Dean Koonjul a Jane Paton        | - Stvořitel - Strážci Galaxie: Volume 3 - Mission: Impossible Odplata - První část - Napoleon |